# 祖拜爾群島

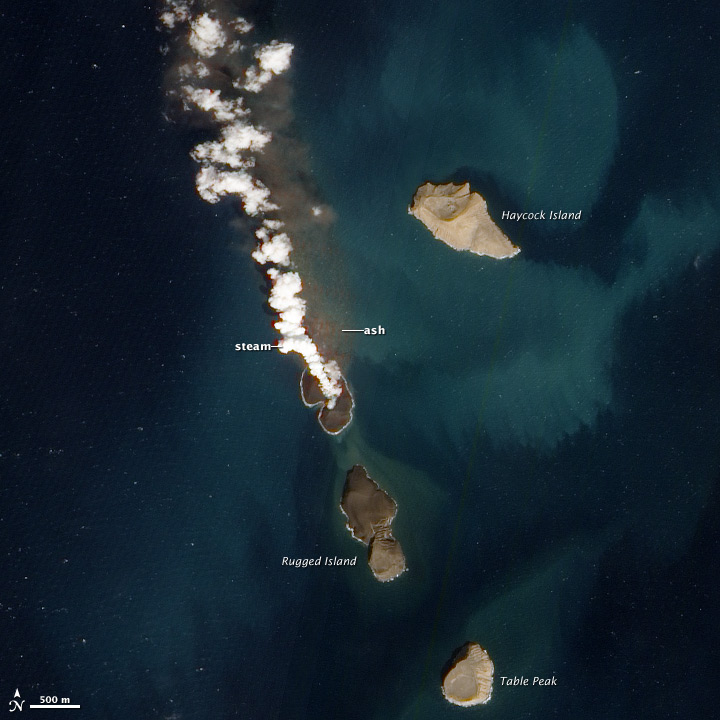

祖拜爾群島是也門的群島，位於紅海，由10座火山島組成，最高點海拔高度191米。2011年12月，群島中一座火山爆發，火山灰噴至30米，並形成新島嶼。